# بیانیه راسل–اینشتین
بیانیهٔ راسل-اینشتین یا مانیفست راسل-اینشتین، بیانیه‌ای است که برتراند راسل در ۹ ژوئیه ۱۹۵۵، در روزگار جنگ سرد و در لندن انتشار داد.
پیش‌نویس این بیانیه را، که موضوع آن هشدار دربارهٔ خطرات گسترش سلاح‌های هسته‌ای برای جامعهٔ بشری بود، برتراند راسل تهیه کرد و یازده دانشمند آن زمان آن‌را امضا کردند.

## امضاکنندگان
- ماکس بورن
- پرسی ویلیام بریجمن
- آلبرت اینشتین
- لئوپولد اینفلد
- فردریک ژولیو کوری
- هرمان مولر
- لینوس پاولینگ
- سیسل فرانک پاول
- ژوزف روتبلات
- برتراند راسل
- هیدکی یوکاوا